# Añatuya
Añatuya és una ciutat de la província de Santiago del Estero al nord de l'Argentina. Situada a l'est del del riu Salado, és la principal població del Departament General Taboada (el 2001 tenia censada una població de 20.261 habitants).
És seu de la diòcesi homònima.
El seu nom prové d'un mot quítxua, que significa zorrino (animal mefítid), i que és el símbol de la ciutat. N'existeix una altra explicació segons la qual el nom la ciutat ve del guaraní, "aña" = diable i "teva" = vell; o sigui, "diable vell".